# 낙산초등학교
낙산초등학교는 대한민국 경상북도 칠곡군에 있는 초등학교이다.

## 학교 연혁
- 1944.05.05 낙산국민학교로 정규학급 1학급으로 개교 (설립인가 3월 16일)
- 1950.05.08 낙산초등학교 제1회 졸업(남 33, 여 10, 계43명 졸업)
- 1982.03.05 낙산국민학교 병설유치원 개원
- 1996.03.01 낙산초등학교로 교명 변경
- 2001.10.26 칠곡교육청 지정 민속놀이 시범학교 공개
- 2001.12.20 종합정보실 전산화
- 2006.10.27 경상북도칠곡교육청 지정 독서시범학교 공개
- 2007.02.09 교실 1칸 증축, 교문 설치, 뒤뜰 인도 블럭 설치
- 2010.09.01 경상북도교육청지정「작은학교가꾸기 시범학교」운영(2개년간)
- 2013.03.01 초등학교 7학급, 유치원 1학급 편성
- 2013.03.01 초등 6학급, 특수학급 1학급, 유치원 1학급 편성
- 2014.02.14 제65회 11명 졸업(2,415명 배출)
- 2014.03.01 제32대 홍정임 초빙교장 부임

## 참고 자료
- 낙산초등학교 - 한국교육학술정보원 학교알리미